# Cristian Osvaldo González
Cristian Osvaldo González Bautista (sinh ngày 26 tháng 2 năm 1998 ở Uriangato, Guanajuato) là một cầu thủ bóng đá người México hiện tại thi đấu cho Club Atlas.